# Мамсирова, Маргарита Борисовна
Маргарита Борисовна Мамсирова — российская оперная певица, меццо-сопрано. Народная артистка Республики Адыгея.
Родилась в Челябинске, по национальности адыгейка.
1993 год — лауреат I Международного конкурса молодых оперных певцов в Перми.
1996 год — дипломант и призёр Международного конкурса молодых оперных певцов имени Н. А. Римского-Корсакова в Санкт-Петербурге и дипломантом Международного конкурса вокалистов в Тулузе Франция.
1997 год — приобрела широкую известность среди российской публики, получив Национальную премию «Золотая маска» за исполнение роли Золушки в спектакле по опере Россини екатеринбургского Музыкального экспериментального театра.
1999 год — лауреат премии «Волшебная кулиса» за исполнение партии Лауры в опере А. Даргомыжского «Каменный гость».
Певица участвовала в многочисленных фестивалях, ездила на гастроли за границу и выступала на сценах Московского академического музыкального театра имени Станиславского и Немировича-Данченко и Большого театра.
В спектаклях Большого театра, поставленных Дмитрием Черняковым, — «Похождения повесы» Стравинского и «Евгений Онегин» Чайковского, она исполнила центральные партии. С последним спектаклем Мамсирова гастролировала на многих сценах мира — в Парижской опере, театре «Ла Скала», в Токио, Пекине и Любляне — и была признана критикой как блестящая исполнительница партии Ольги.
Исполнила главную партию (Изабелла) в опере Россини «Итальянка в Алжире», премьерное концертное исполнение которой в Москве состоялось в Большом зале консерватории в январе 2010 года под управлением главного специалиста и знатока творчества Россини, дирижёра Альберто Дзедды.
2007 год — Маргарита Мамсирова удостоена звания Народной артистки Республики Адыгея.

## О родителях
Известный в Адыгее публицист, Туркубий Афасижев (доктор социологических наук, профессор) в книге «Мой аул: вехи истории» (2002 г.) писал: «С её отцом Борисом Магометовичем Мамсировым мы учились в одном классе в уляпской средней школе. Он был прилежным мальчиком, учился хорошо. Красивый и воспитанный, он выделялся из аульских ребят своей обходительностью. После школы — служба в армии, затем институт, затем долгие годы работы в органах милиции. Семья. Дети. Он К сожалению, рано ушёл из жизни, но добрая память о нём живёт в ауле».
Аульчане (уляпцы) всегда помнят и любят её. Например — когда 21 января 2003 г. в адыгейской газете «Адыгэ макъ» вышла статья о том, что Маргарита Борисовна стала ведущей солисткой Большого театра, и что главный дирижёр театра Александр Ведерников высоко ценит её талант, этот день праздновали в ауле Уляп как настоящий национальный праздник.
В этой же книге сообщается, что фамилия Мамсировых относится к немногочисленному, но древнему махошевскому субэтносу адыгов, несколько родов которого и поныне живут в ауле Уляп.

## Репертуар
В Большом театре у неё следующие партии:
- Хозяйка корчмы («Борис Годунов» М. Мусоргского)
- Ольга («Евгений Онегин» П. Чайковского)
- Полина («Пиковая дама» П. Чайковского)
- Матушка Гусыня («Похождения повесы» И. Стравинского) — первая исполнительница в Большом театре
- Соня, Вторая французская актриса («Война и мир» С. Прокофьева)

Также в её репертуаре:
- Золушка («Золушка» Дж. Россини)
- Любаша («Царская невеста» Н. А. Римского-Корсакова)
- Марина Мнишек («Борис Годунов»)
- Арзаче («Семирамида» Дж. Россини)
- Дорабелла («Так поступают все женщины» В. А. Моцарта)
- Лаура («Каменный гость» А. Даргомыжского)
- Прециозилла («Сила судьбы» Дж. Верди)
- Принцесса Эболи («Дон Карлос» Дж. Верди)
- Кармен («Кармен» Ж. Бизе)
- Судзуки («Мадам Баттерфляй» Дж. Пуччини)
- Клара («Обручение в монастыре» С. Прокофьева)
- Изабелла («Итальянка в Алжире» Дж. Россини)
- Розина («Севильский цирюльник» Дж. Россини)
- Керубино («Свадьба Фигаро» В. А. Моцарта)
- Далила («Самсон и Далила» К. Сен-Санса)
- Амнерис («Аида» Дж. Верди)